# Kells (Irland)
Kells (Irsk: Ceanannas) er en irsk by i County Meath i provinsen Leinster, i den centrale del af Republikken Irland med en befolkning (inkl. opland) på 5,248 indb i 2006 (4,421 i 2002).